# Sh2-47
Sh2-47 è una nebulosa a emissione visibile nella costellazione del Serpente.
Si individua nella parte sudorientale della costellazione, a circa 1,5° a sud della celebre Nebulosa Aquila (M16); si estende per 5 minuti d'arco in direzione di una regione della Via Lattea parzialmente oscurata da dense nubi di polveri. Il periodo più indicato per la sua osservazione nel cielo serale ricade fra giugno e novembre; trovandosi a declinazioni moderatamente australi, la sua osservazione è facilitata dall'emisfero australe.
Si tratta di una regione H II situata a circa 2000 parsec (circa 6500 anni luce) di distanza dal sistema solare, in una regione fra il Braccio del Sagittario e il Braccio Scudo-Croce; la stella responsabile della sua ionizzazione sarebbe S-47/3, una gigante blu di classe spettrale B0.5III. Nella nube sarebbero attivi fenomeni di formazione stellare, com'è testimoniato dalla presenza della sorgente di radiazione infrarossa IRAS 18153-1536, cui sono associate emissioni alla lunghezza d'onda del CO, e dalla sorgente di onde radio situata alle coordinate galattiche 15.20 +00.18.